# Holocryptis interrogationis
Holocryptis interrogationis is een vlinder uit de familie spinneruilen (Erebidae). De wetenschappelijke naam is voor het eerst geldig gepubliceerd in 1957 door Viette.
De soort komt voor in tropisch Afrika.